# Ameiropsis robinsoni
Ameiropsis robinsoni är en kräftdjursart som beskrevs av Gurney 1927. Ameiropsis robinsoni ingår i släktet Ameiropsis och familjen Ameiridae. Inga underarter finns listade i Catalogue of Life.